# Cigogne orientale
Ciconia boyciana
Espèce
Statut de conservation UICN

 EN C2a(ii) : En danger
Statut CITES
La Cigogne orientale (Ciconia boyciana), également appelée Cigogne à bec noir, Cigogne blanche de Corée ou Cigogne blanche du Japon, est une grande espèce d'oiseaux asiatiques appartenant à la famille des Ciconiidae.

## Description
La Cigogne orientale ressemble beaucoup à la Cigogne blanche, mais est en moyenne plus grande : elle mesure de 100 à 129 cm de long du bout du bec au bout de la queue, pour une hauteur de 110 à 150 cm, un poids de 2,8 à 5,9 kg et une envergure de 2,22 m,. Elle est également plus pâle, son œil à l'iris blanchâtre est bordé de peau rouge, et son bec est noir et plus massif. Il n'y a pas de dimorphisme sexuel apparent, mais la femelle est légèrement plus petite que le mâle. Les jeunes sont blancs, avec le bec orange.

## Écologie et comportement

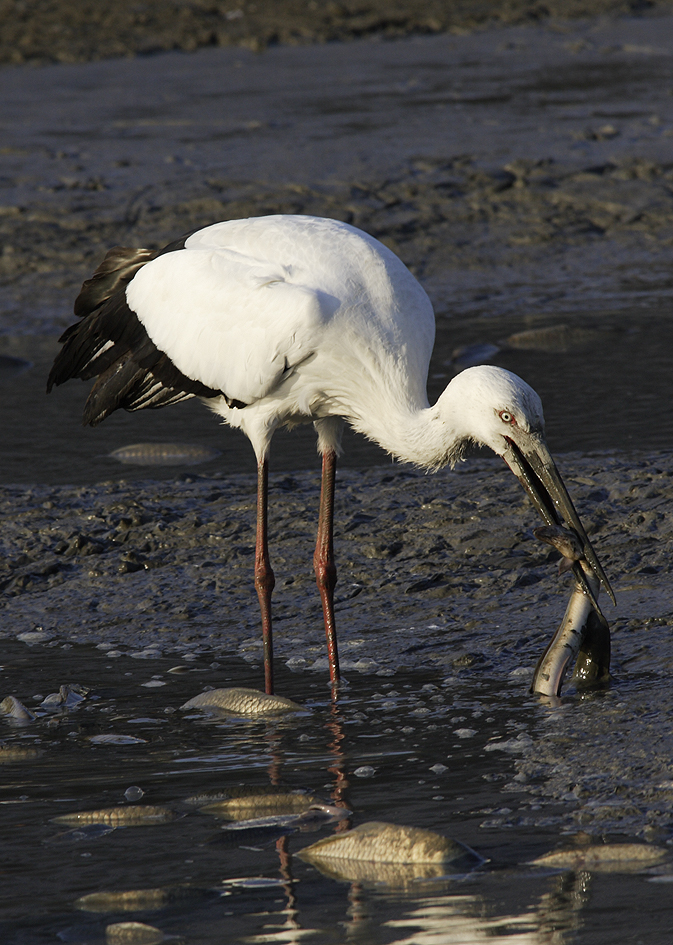
Cigogne orientale ayant capturé une anguille.

### Alimentation
C'est une espèce carnivore, se nourrissant de poissons, de grenouilles, de petits oiseaux et reptiles ainsi que de rongeurs.

### Reproduction
La ponte compte de deux à six œufs.

## Répartition et habitat

Répartition de la Cigogne orientale dans l'Est de l'Asie.

Cette espèce vit dans l'Est de l'Asie. Elle niche dans les bassins de l'Amour et de l'Oussouri, le long de la frontière sino-russe. En hiver elle descend jusqu'à Taïwan et Hong Kong, et en petit nombre en Corée et même au Japon. Plus rarement elle vole jusqu'aux Philippines, dans le Nord-Est de l'Inde, le Bangladesh et la Birmanie.
La migration vers le sud commence en septembre, et les oiseaux reviennent dans les zones de nidification en mars.

## Dénominations et systématique

### Taxinomie
Sa dénomination spécifique, boyciana, commémore Robert Henri Boyce (1834-1909), employé de la fonction publique de Shanghai. Aucune sous-espèce n'est distinguée.

### Phylogénie
- - Ciconia nigra (Cigogne noire)
  - 
    - Ciconia abdimii (Cigogne d'Abdim)
    - 
      - Ciconia stormi (Cigogne de Storm)
      - Ciconia episcopus (Cigogne épiscopale)

  - 
    - Ciconia maguari (Cigogne maguari)
    - 
      - Ciconia boyciana (Cigogne orientale)
      - Ciconia ciconia (Cigogne blanche)

Les espèces les plus proches de la Cigogne orientale sont la Cigogne blanche (Ciconia ciconia), dont elle était autrefois considérée comme une sous-espèce, et la Cigogne maguari (C. maguari), d'Amérique du Sud. Ces relations au sein du genre Ciconia sont à la fois appuyées par des similitudes comportementales et par des études biochimique, avec l'analyse des séquences du gène du cytochrome b mitochondrial et par l'hybridation ADN.

## Menaces et conservation
La Cigogne orientale est considérée par l'Union internationale pour la conservation de la nature comme « espèce en danger ». BirdLife International estime que la population mondiale compte 1 000 à 2 500 individus adultes, se répartissant sur une aire extrêmement vaste de 474 000 km2, et avec des effectifs déclinant.